# Eleccions parlamentàries de Mònaco de 2018
Les eleccions parlamentàries de Mònaco van celebrar l'11 de febrer de 2018 per a escollir els 24 diputats del Consell Nacional de Mònaco per a un període de 5 anys.

## Sistema electoral
Tenen dret a vot totes les persones amb nacionalitat monegasca majors de 18 anys. Els 24 diputats es presenten en llistes obertes i s'escullen de la següent manera:
- Els primers 16 diputats s'escullen per escrutini majoritari plurinominal a una volta. Són escollits els diputats amb més vots.
- Els 8 diputats restants són escollits per representació proporcional entre aquells partits que hagin obtingut més d'un 5% dels vots.

## Resultats
| |                         |         |      |       |        |        |
| Partit | Partit                  | Vots    | Vots | Vots  | Escons | Escons |
| Partit | Partit                  | Total   | %    | +/–   | Total  | +/–    |
| | Primo! Prioritat Mònaco | 63.806  | 57,7 | +57,7 | 21     | +21    |
| | Horitzó Mònaco          | 28.858  | 26,1 | –24,2 | 2      | –18    |
| | Unió Monegasca          | 17.895  | 16,2 | –22,8 | 1      | –2     |
| Total | Total                   | 110.559 | 100  | –     | 24     | 0      |
| |                         |         |      |       |        |        |
| Vots vàlids | Vots vàlids             | 4.822   | 94,6 |       |        |        |
| Vots en blanc | Vots en blanc           | 100     | 2,0  |       |        |        |
| Vots nuls | Vots nuls               | 175     | 3,4  |       |        |        |
| Vots totals | Vots totals             | 5.097   | 100  |       |        |        |
| Cens/participació | Cens/participació       | 7.042   | 70,4 |       |        |        |
| Font: Mairie de Monaco Arxivat 2020-10-20 a Wayback Machine., Mairie de Monaco Arxivat 2020-10-20 a Wayback Machine. |                         |         |      |       |        |        |